# Ágios Konstantínos (Arcadie)
Pour les articles homonymes, voir Ágios Konstantínos.
Ágios Konstantínos (grec moderne : Άγιος Κωνσταντίνος) est une localité située dans le dème de Tripoli, dans le district régional d'Arcadie, dans la périphérie du Péloponnèse, en Grèce.
Selon le recensement de 2021, elle compte 728 habitants.